# 로베르토 듀테스코
로베르토 듀테스코(Roberto Dutesco, 1961년 6월 6일 ~)는 루마니아 출신의 캐나다 예술가이자 사진가이며 동시에 영화 제작자이다. 그는 전 세계를 여행하며 작업하고, 몬트리올과 뉴욕, 그리고 브라질 상파울루에 있는 자신의 집에서 살고 있다.
듀테스코는 캐나다 몬트리올에서 패션 사진가로 자신의 커리어를 시작했다. 1994년에 그는 그의 작업의 초점을 그의 환경에 대한 관심과 자연적 주제를 탐구하는 장기간의 개인 프로젝트로 바꾸었다. 그의 풍경, 야생, 그리고 세이블 섬의 말을 찍은 사진은 2006년부터 뉴욕 소호의 두 장소에서(처음에는 크로스비 가 13번지에서, 그리고 현재는 그랜드 가 64번지에서) 상설 전시가 이루어지고 있다.

## 사진

### 세이블 섬의 야생마들
1994년, 듀테스코는 노바스코샤 해안 근처에 있는 세이블 섬(Sable Island)으로 여행을 갔다. 그 섬에는 좁고 초승달 모양으로 생긴 모래사장이 34제곱킬로미터(13제곱마일) 정도에 달하게 펼쳐져 있었고, 또한 400 필 정도의 야생마들이 살고 있는 곳이기도 했다.
듀테스코가 섬으로 여행하는 것이 허락되기 이전, 이 여행은 캐나다 해경의 철수가 필요했다. 그의 첫 여행에서 그는 말 보호구역의 사진 컬렉션을 만들어 냈다. 이 컬렉션은 그로 하여금 평생 야생마를 사진으로 찍고 영상으로 기록하게 만들었다. 그 후, 그는 세이블 섬에 여섯 번을 더 들러서 그 섬의 풍경과 야생 생태를 기록하였다. 이 작업을 통해 그가 이루고자 한 것은 자연 보전 프로젝트에 대한 인지도를 높이는 데 있었다.
1990년대 초, 듀테스코는 뉴욕에 그의 스튜디오를 마련했다. 그는 그의 시간 대부분을 여러 프로젝트를 위한 여행에 소비했다. 지난 20년간, 그는 작업을 위해 60여 국가를 여행했고, 그 도중에 피에르 트뤼도, 제14대 달라이 라마, 그리고 미하일 고르바초프와 같은 저명 인사를 촬영하기도 했다.
세이블 섬으로의 첫 여행 이후, 듀테스코는 패션과 예술 사진 작업으로 돌아왔다. 1994년, 그는 상업 사진 작업을 그만 두고 그가 스스로 진행하는 프로젝트인 사진, 영상, 그리고 작시에만 집중하게 되었다.

### 미국 모래 풍경(Sandscape) 연작
1994년에서 2004년 사이에 두테스코는 미국 남서부(캘리포니아, 유타, 뉴멕시코, 콜로라도)를 여행하며 그곳의 “모래 풍경”(sandscape)을 기록하였다.

### 제 14대달라이 라마
2003년, 듀테스코는 몬트리올 시내 거리에 야외 전시를 할 것을 부탁받았다. 그 전시의 주제는 세계 평화였다. 그는 제 14대 달라이 라마의 사적인 모습을 촬영하여 그의 전시에 포함시키기 위해 다람샬라(Dharamshala)와 매클라우드 갠지(McLeod Ganj)를 여행하였다. 그의 전시에는 또한 많은 젊은 승려들의 모습도 포함되었다. ‘지금은 여기다’(Here Is Now)라고 명명된 이 종합 전시는 도시의 4개 블럭 정도의 크기로 2004년 여름, 맥길 대학 캠퍼스에 설치되었다. 여기에는 듀테스코의 300여 작품이 포함되어 있었다.

### 브랑쿠시의 <무한 기둥>
브랑쿠시(Brancusí)의 조각 작품인 <무한 기둥>(Endless Column) 은 1938년 루마니아 트르구 지우 지역에서 시작되었고, 1998년에서 2000년 사이에 복원되었다. 2005년 7월, 듀테스코는 루마니아로 돌아가서 이 조각을 24시간 동안 계속해서 촬영했고, 그 결과 흑백 연작으로 된 이 작품에 대한 시각적 해석이 탄생하게 되었다.

## 출판
2012년 듀테스코 아트(Dutesco Art)는 한정판 책인 <세이블 섬의 야생마들> (The Wild Horses of Sable Island) 출간했다. 그 책에는 듀테스코가 지난 16년 간 세이블 섬에서 이루어졌던 밀착 취재가 담겨 있다. 이 책은 이탈리아 볼로냐에서 인쇄되고 수제로 제작되었다. 이 책에는 또한 잭 레노어 라르센(Jack Lenor Larsen)의 머릿말과 작가 앤서니 하덴-게스트(Anthony Haden-Guest)의 소개가 포함되어 있다.

## 영화
듀테스코의 영화로는 아리플렉스 16mm 카메라로 촬영한 <세이블 섬>(Sable Island)이 있다. 2000년에 그는 뉴욕의 앤젤리카 영화 센터(Angelika Film Center)에서 제공한 흑백 단편 영화를 완성하였다. 아카디아와 CBC는 2007년에 <야생마를 쫓으며>(Chasing Wild Horses) 라 이름 지어진 영화를 제작하였고, 이 영화는 2008년 캐나다 브라보 TV에 방영되었으며 후에 PBS에도 방영이 되었다. 이 영화는 트리베카 영화제(Tribeca Film Festival)에도 선정되었고, 뉴욕 독립 영화/영상제(New York Independent Flim and Video Festival)에서 국제 다큐멘터리 감독 최우수상을 수상하였다. 그의 다른 영화인 <네모 안의 시간>(Time Squared)는 그가 50여 개국을 여행한 것의 시각적 탐험이며, 동시에 그가 세 달 동안 촬영한 내용을 20분으로 축약한 모음집이다.

## 주요 전시
- 뉴욕, 세이블 갤러리, <세이블 섬의 야생마>(The Wild Horses of Sable Island) (2006-현재)
- 워싱턴 DC, 캐나다 갤러리 대사관, <세이블 섬의 야생마>(The Wild Horses of Sable Island) (2010-2011[9]
- 뉴욕, 로드 & 테일러, <천상의 반영>(Ethereal Reflections) (2009): 이 전시에서는 26개의 꽃과 시가 전시됨
- 뉴욕 이스트 햄프턴, 롱하우스 리저브, <세이블 섬의 야생마>(The Wild Horses of Sable Island) (2008)
- 뉴욕, 국립예술협회, 영화 <야생마를 쫓으며>(Chasing Wild Horses) 초연 (2008)
- 뉴욕 크로스비 13번가, <브랑쿠시에의 헌정>(Homage to Brancusí) (2006): 이 전시에서는 브랑쿠시의 <무한 기둥>을 찍은 250점의 작품이 전시됨
- 일본, 세계 박람회, 8 * 12 피트 크기의 세이블 야생마의 벽화 전시 (2005)
- 캐나다 몬트리올의 4개 블럭, <지금은 여기다>(Here Is Now) (2004)
- 뉴욕, 로드 & 테일러, <미국 모래 풍경>(American Sandscape) (2004)
- 뉴욕, 랄프 푸치, <세이블 섬의 야생마>(The Wild Horses of Sable Island) (2004)
- 뉴욕, UN 센터, <국경 없는 세계>(A World Without Borders) (2003)
- 뉴욕, 국립예술협회, <세이블 섬의 말, 사구, 돌과 물체들>(Sable Horses, Sand Dunes and Rocks & Things) (2003)
- 뉴욕, 랄프 푸치, <미국 모래 풍경>(American Sandscape) (2002)
- 뉴욕과 시카고, 소니 갤러리, <세이블 섬의 말>(Sable Horses) (2002)

## 자선 행사
듀테스코는 그의 작품을 기부하여 환경 보호에 앞장서는 자선 단체에 기부한다. 그 목록은 아래와 같다.
Happy Hearts Fund, WindWalkers, Global Scribes, Cambodia’s Hope, David Sheldrick Wildlife Trust, the Dalai Lama Trust, Susan Finkelstein, Charitable Trust, the Canadian Consulate, The Sable Island Green Horse Society
그는 또한 아동을 위한 자선 단체에도 기부한다. 기부하는 단체 목록은 다음과 같다.
Artrageous, Edwin Gould Services for Chilren and Families, CTREE, National Down Syndrome Society, Make-A-Wish Foundation, LongHouse, Urban Zen, LARC Scholl, Montessori School of Manhattan, The Regima Therapeutic Riding Association